# Новое Никулино
Новое Никулино — село, административный центр Новоникулинского сельского поселения Цильнинского района Ульяновской области. 

## География
Находится на берегу реки Бирюч на расстоянии примерно 19 километров на запад-юго-запад по прямой от районного центра села Большое Нагаткино. 

## История
Основано в 1661 году.   
В 1863 году здесь поселился Назарьев Валериан Никанорович, который рядом построил хутор Назарьевка. На собственные средства он построил в Новое Никулино школу и содержал её. Организовал народные чтения при Крестниковском сельском училище, был попечителем Тагайского, Новоникулинского и Крестниковского народных училищ. Летом 1875 г. вся семья Ульяновых около шести недель гостила в Назарьевке у В. Н. Назарьева.   
В 1913 году в селе было 82 двора и 654 жителя, преимущественно русских, две церкви и школа.   
В 1990-е работал СПХ «Новоникулинское».  

## Население
Население составляло 767 человек в 2002 году (русские 44%, чуваши 48%), 706 по переписи 2010 года.

## Известные жители села
- Назарьев Валериан Никанорович — (родовое имение) общественный деятель, писатель, драматург, публицист[7][8].